# Matthew Morrison
Matthew James Morrison (* 30. října 1978) je americký herec, zpěvák, muzikant a skladatel. Hraje na Broadwayi i mimo Broadway, jeho nejznámější divadelní role je Link Larkin v muzikálu Hairspray. Jeho nejznámější televizní role je Will Schuester v seriálu Glee.

## Dětství
Narodil se v městě Fort Ord v Kalifornii a vyrůstal v Orange County. Je skotského původu. Navštěvoval školu umění v New Yorku a střední školu umění v Orange County.
Když mu bylo 19 let, dostal roli na Broadwayi v muzikálu Footloose. Od prvního ročníku na vysoké škole byl už na Broadwayi pravidelným umělcem.

## Kariéra
Jeho kariéra začala jeho divadelním debutem na Broadwayi v muzikálu Footloose. V roce 2002 následoval Rocky Horror Show. Jeho velký průlom ale nastal rolí Linka Larkina v muzikálu Hairspray. Po několika rolích v divadle začal pracovat i v televizi. Hostoval v seriálech jako Posel ztracených duší, Vražedná čísla, Kriminálka Miami a Taxík. Ztvárnil také malé role ve filmech Marci X, Barvy moci, Simply Funk nebo Hudbu složil, slova napsal.
V roce 2001 byl přijat, aby doplnil kvartet skupiny LMNT. Když vyšlo jejich první album, byl nahrazen Jonasem Perchem. V roce 2002 hrál na Broadwayi v původním obsazení muzikálu Hairspray roli Linka Larkina. Tuto roli hrál až do ledna 2004. V roce 2005 Matthew změnil směr a zahrál si roli Fabrizia Nacarelliho v The Light in the Piazza. Za svůj výkon byl nominován na cenu Tony za rok 2005. V říjnu 2006 se připojil k natáčení seriálu As The World Turns jako Adam Munson, ale show také brzy opustil. V roce 2007 se objevil ve dvou filmech- Život podle Dana a Hudbu složil, slova napsal, kde si zahrál roli manažera zpěvačky Cory Corman. V roce 2008 si ještě zahrál v muzikálu South Pacific. Na začátku roku 2009 se vrátil do Kalifornie, aby natočil první sérii seriálu Glee.
Morrison hraje učitele Willa Schuestera v televizním muzikálovém seriálu Glee, který měl premiéru na americkém televizním kanálu FOX 19. května 2009. Druhý díl seriálu se ale vysílal až 9. září 2009, proto série jako taková začala až v září 2009. Hraje učitele španělštiny, který se snaží obnovit školní sbor (v Americe označení Glee club) a vrátit mu jeho předchozí slávu, kterou měl. Druhá série byla v Americe již odvysílána a na podzim 2011 přijde série třetí.
Kromě toho bylo 14. ledna 2010 oznámeno, že Morrison podepsal smlouvu s Mercury Records na vlastní sólové album. To vyšlo v Americe 10. května 2011. Jeho první singl „Summer Rain“ měl premiéru 28. února 2011. 4. červene uveřejnil své druhé studiové album Where It All Began. Album bylo vydáno u nahrávací společnost 222 Records, kterou vlastní zpěvák Adam Levine. V dubnu 2015 se vrátil do muzikálu Finding Neverland na Broadwayi. V roce 2016 vystoupil na Broadwayi společně s herečkou Megan Hilty ve Forest Hill Stadium v Queensu. V roce 2017 získal roli v seriálu Chirurgové.

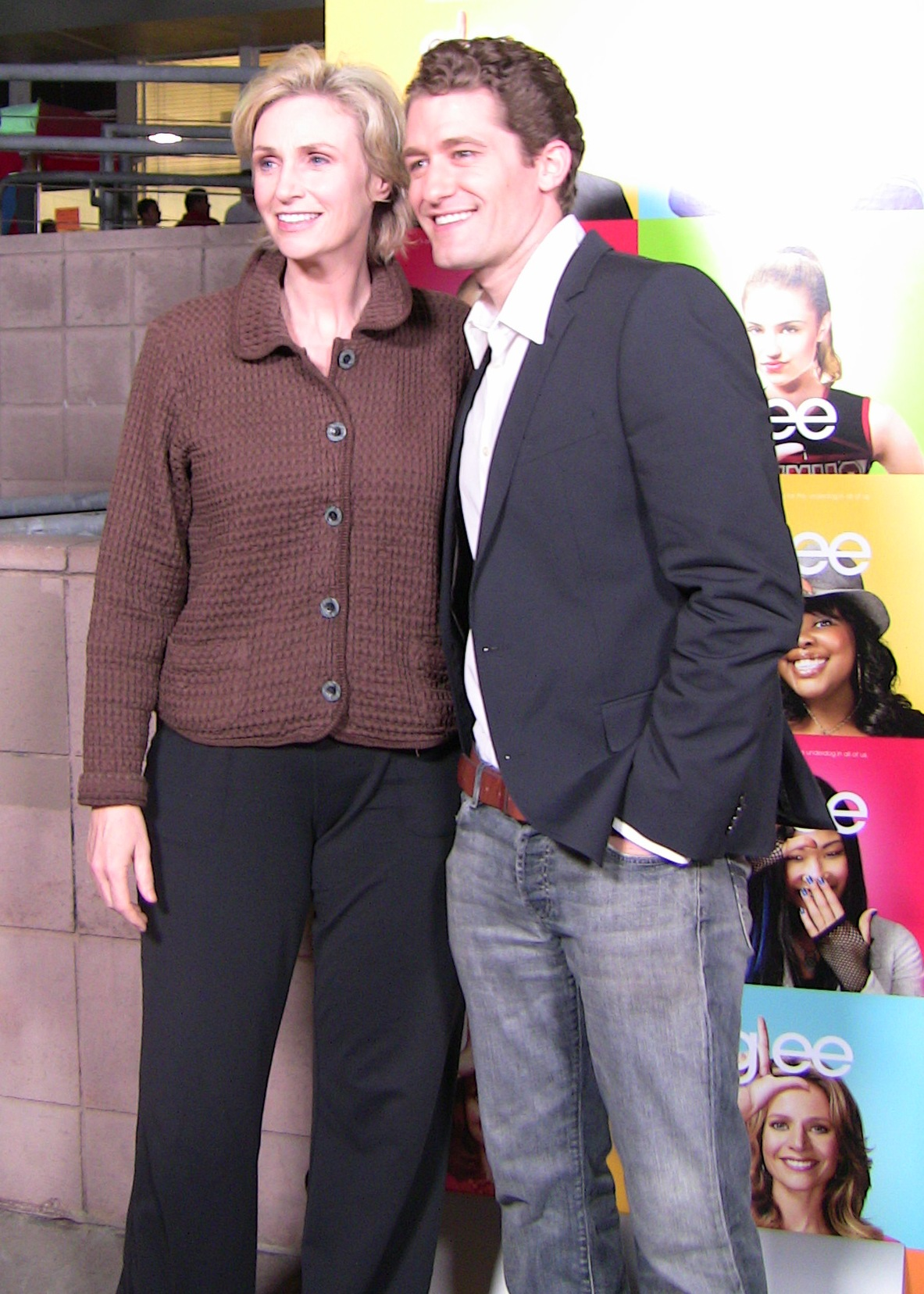
Morrison se svou kolegyní z Glee, Jane Lynch.

## Osobní život
Morrison se 10. prosince 2006 zasnoubil s herečkou Chrishell Stause, jejich vztah ale skončil v roce 2007, necelý rok po jejich zasnoubení. V roce 2011 začal chodit s Renee Puente. 27. června 2013 pomohl Elton John Mattheovi s žádostí o ruku. Dvojice se vzala 18. října 2014 na ostrově Maui. 16. května 2017 dvojice oznámila přes instagram, že čekají první dítě. Jejich syn Revel James Makai se narodil v říjnu roku 2017.

## Filmografie

### Film
| Rok  | Název                                  | Role                  | Poznámky                 |
| ---- | -------------------------------------- | --------------------- | ------------------------ |
| 2003 | Marci X                                | Boyz R Us             | Jako Matthew J. Morrison |
| 2003 | Detective Fiction                      | Mladý Jack            |                          |
| 2004 | Thank Got It's Monday                  | Chris                 | TV film                  |
| 2006 | Blinders                               | Scott                 | krátkometrážní film      |
| 2007 | Hudbu složil, slova napsal             | Ray                   |                          |
| 2007 | Život podle Dana                       | Policista             |                          |
| 2007 | Nice Girls Don't Get the Corner Office | Brody                 | TV film                  |
| 2007 | Moje žena a jiné katastrofy            | Prodejce              |                          |
| 2007 | Mupeti                                 | Mahna Mahna moderátor |                          |
| 2009 | Poslední cesta                         | Robert Rouse          | TV film                  |
| 2011 | Carpool                                |                       | krátkometrážní film      |
| 2011 | Touring                                |                       | krátkometrážní film      |
| 2012 | Jak porodit a nezbláznit se            | Evan                  |                          |
| 2013 | Hurá na fotbal                         | Jake (hlas)           |                          |
| 2014 | Space Station 76                       | Daniel                |                          |
| 2015 | Kdo věří na lásku                      | Sám sebe              |                          |
| 2016 | After the Reality                      | Scottie               |                          |
| 2017 | Tulipánová horečka                     | Mattheus              |                          |
| 2018 | Broadway 4D                            | Julian                |                          |

### Televize
| Rok        | Název                            | Role                   | Poznámky                                        |
| ---------- | -------------------------------- | ---------------------- | ----------------------------------------------- |
| 1997       | Relativity                       | Dr. Alexander          | díl: „Heart and Bones“                          |
| 1999       | Sex ve městě                     | Mladý řidič autobusu   | díl: „They Shoot Single People, Don't They?“    |
| 2003       | Taxík                            | Sam Wagner             | díl: „Blind Faith“                              |
| 2005       | The Wonderful World of Disney    | Sir Harry              | díl: „O princezně na hrášku“                    |
| 2006       | Zákon a pořádek: Zločinné úmysly | Chance Slaughter       | díl: „Proud Flesh“                              |
| 2006       | As the World Turns               | Adam Munson            | 17 dílů                                         |
| 2006       | The Guilding Light               | Dawon                  | 1 díl                                           |
| 2007       | Posel ztracených duší            | Matt Sembrook          | díl: „Bad Blood“                                |
| 2007       | Kriminálka Miami                 | Jesse Stark            | díl: „Bloodline“                                |
| 2008       | Vražedná čísla                   | strážník Blaine Cleary | díl: „Power“                                    |
| 2008       | The Battery's Down               | Sám sebe               | díl: „The Bronx Is Up“                          |
| 2008       | The Oaks                         | Jim                    | díl: „Pilot“                                    |
| 2009–2015  | Glee                             | Will Schuester         | Hlavní postava                                  |
| 2011       | Cleveland Show                   | Will Schuester (hlas)  | díl: „How Do You Solve a Problem Like Roberta?“ |
| 2016       | Dobrá manželka                   | Connor Fox             | 6 dílů                                          |
| 2016       | Younger                          | Sebastian              | díl: „The Good Shepherd“                        |
| 2017–dosud | Chirurgové                       | Dr. Paul Stadler       | vedlejší role, 2 díly                           |

## Ocenění a nominace
| Rok  | Ocenění                     | Kategorie | Projekt                                                                                              | Výsledek  |
| ---- | --------------------------- | --- | --- | --------- |
| 2003 | Outer Critics Circle Award  | Nejlepší mužský herecký výkon v muzikálu                                                                                      | Hairspray\|style="background:#fdd;vertical-align:middle;text-align:center;" \|nominace               |           |
| 2005 | Outer Critics Circle Award  | Nejlepší mužský herecký výkon v muzikálu                                                                                      | The Light in the Piazza\|style="background:#fdd;vertical-align:middle;text-align:center;" \|nominace |           |
| 2005 | Drama Desk Award            | style="background:#fdd;vertical-align:middle;text-align:center;" \|nominace                                                   | The Light in the Piazza\|style="background:#fdd;vertical-align:middle;text-align:center;" \|nominace |           |
| 2005 | Broadway.com Audience Award | style="background:#fdd;vertical-align:middle;text-align:center;" \|nominace                                                   | The Light in the Piazza\|style="background:#fdd;vertical-align:middle;text-align:center;" \|nominace |           |
| 2005 | Tony Award                  | style="background:#fdd;vertical-align:middle;text-align:center;" \|nominace                                                   | The Light in the Piazza\|style="background:#fdd;vertical-align:middle;text-align:center;" \|nominace |           |
| 2008 | Drama Desk Award            | Nejlepší mužský herecký výkon v muzikálu                                                                                      | 10 Million Miles\|style="background:#fdd;vertical-align:middle;text-align:center;" \|nominace        |           |
| 2009 | Screen Actors Guild Award   | Nejlepší obsazení televizního seriálu                                                                                         | Glee\|style="background:#99FF99;vertical-align:middle;text-align:center;" \|vítězství                |           |
| 2009 | Satellite Awards            | Nejlepší televizní mužský herecký výkon v seriálu (komedie/muzikál)                                                           | Glee\|style="background:#99FF99;vertical-align:middle;text-align:center;" \|vítězství                | vítězství |
| 2010 | Teen Choice Award           | style="background:#fdd;vertical-align:middle;text-align:center;" \|nominace                                                   | Glee\|style="background:#99FF99;vertical-align:middle;text-align:center;" \|vítězství                |           |
| 2010 | Satellite Awards            | Nejlepší televizní mužský herecký výkon v seriálu (komedie/muzikál)                                                           | Glee\|style="background:#99FF99;vertical-align:middle;text-align:center;" \|vítězství                | nominace  |
| 2010 | TV Land Award               | style="background:#99FF99;vertical-align:middle;text-align:center;" \|vítězství                                               | Glee\|style="background:#99FF99;vertical-align:middle;text-align:center;" \|vítězství                |           |
| 2010 | Zlatý glóbus                | Nejlepší televizní mužský herecký výkon v seriálu (komedie/muzikál)                                                           | Glee\|style="background:#99FF99;vertical-align:middle;text-align:center;" \|vítězství                | nominace  |
| 2010 | Cena Emmy                   | Nejlepší herec v komediálním seriálu                                                                                          | Glee\|style="background:#99FF99;vertical-align:middle;text-align:center;" \|vítězství                | nominace  |
| 2010 | Cena Grammy                 | style="background:#fdd;vertical-align:middle;text-align:center;" \|nominace                                                   | Glee\|style="background:#99FF99;vertical-align:middle;text-align:center;" \|vítězství                |           |
| 2010 | Screen Actors Guild Award   | Nejlepší obsazení televizního seriálu (komedie/muzikál)                                                                       | Glee\|style="background:#99FF99;vertical-align:middle;text-align:center;" \|vítězství                | nominace  |
| 2011 | Cena Grammy                 | style="background:#fdd;vertical-align:middle;text-align:center;" \|nominace                                                   | Glee\|style="background:#99FF99;vertical-align:middle;text-align:center;" \|vítězství                |           |
| 2015 | Broadway.com Audience Award | Nejoblíbenější mužský herecký výkon v muzikálu                                                                                | Finding Neverland\|style="background:#99FF99;vertical-align:middle;text-align:center;" \|vítězství   |           |
| 2015 | Broadway.com Audience Award | Nejoblíbenější duo (s Laurou Michelle Kelly)\|style="background:#99FF99;vertical-align:middle;text-align:center;" \|vítězství | Finding Neverland\|style="background:#99FF99;vertical-align:middle;text-align:center;" \|vítězství   |           |
| 2015 | Drama Desk Award            | style="background:#fdd;vertical-align:middle;text-align:center;" \|nominace                                                   | Finding Neverland\|style="background:#99FF99;vertical-align:middle;text-align:center;" \|vítězství   |           |
| 2015 | Drama League Award          | style="background:#fdd;vertical-align:middle;text-align:center;" \|nominace                                                   | Finding Neverland\|style="background:#99FF99;vertical-align:middle;text-align:center;" \|vítězství   |           |